# Kronan
Kronan (в переводе со швед. — «корона», по-русски произносится как «Кру́нан»; в литературе часто упоминается как «Кро́на») — шведский военный корабль XVII века. Один из самых крупных и самый тяжеловооружённый линейный корабль своего времени. Построен на Стокгольмской верфи Блазиенхольмен в 1668—1672 годах под надзором английского кораблестроителя Фрэнсиса Шелдона.
1 июня 1676 года «Крунан» участвовал в Эландской битве в качестве флагманского корабля шведской флотилии. Корабль нёс флаг адмирала Лоренца Крёйца. В ходе битвы Крёйц совершил неудачный манёвр, в результате которого корабль оказался «под ветром» и начал заваливаться набок. Одновременно на корабле по не  до конца выясненным причинам произошёл взрыв крюйт-камеры. В результате взрыва «Крунан» получил тяжелейшие повреждения и быстро затонул на глубине 26 метров. Из 800 членов команды погибли 758, включая самого адмирала Крёйца. Лишь 42 человека смогли спастись.
По личному приказу короля Швеции Карла XI на место кораблекрушения были отправлены водолазы, которые, используя лишь водолазный колокол, смогли вытащить на поверхность половину пушек затонувшего корабля.
В 1980 году останки затонувшего корабля были исследованы шведскими подводными археологами во главе с Андерсом Франсеном, который ранее уже прославился обнаружением в гавани Стокгольма другого шведского военного корабля XVII века «Ваза». Благодаря пониженной солёности Балтийского моря «Крунан», как и «Ваза», хорошо сохранился. Однако в отличие от «Вазы», затонувшего неповреждённым, поднять вдребезги разнесённый взрывом «Крунан» на поверхность не представлялось возможным.
Тем не менее, останки корабля привлекли внимание археологов со всего мира, вследствие чего «Крунан» стал настоящим полигоном для морской археологии. С корабля было поднято несколько пушек, детали декоративного оформления, шкафчик-секретер корабельного врача, множество разнообразных бытовых предметов, в том числе одежды и т. д. Также были обнаружены останки некоторых членов экипажа корабля. В 2005 году с «Крунана» был поднят сундук с 6246 серебряными монетами. Поднятые с корабля предметы выставлены на обозрение в постоянной экспозиции Кальмарского музея, посвящённой истории и гибели «Крунана».

## Исторический фон
В 1660-х годах Швеция как великая европейская держава, была на пике своего могущества. Она победила Данию, одного из своих главных конкурентов за гегемонию на Балтике, как в войне Торстентона (1643—1645), так и в датско-шведской войне (1657—58). Согласно договорам в Брёмбсебро (1654) и Роскилле (1658), Дания была вынуждена уступить острова Готланд и Эзель, все свои восточные территории на Скандинавском полуострове и часть Норвегии. В третьей войне, с 1658 по 1660 год, король Швеции Карл X Густав попытался окончательно покончить с Данией. Это честолюбивое решение короля было довольно смелым шагом для и без того милитаризированого общества, ориентированного на войну. Расформирование шведской армии потребовало бы выплаты всех задолженностей по жалованию, поэтому существовал серьёзный стимул продолжать боевые действия и позволить армии жить за счёт вражеских земель и грабежей. Новое нападение на Данию угрожало торговым интересам ведущих морских держав: Англии и Голландской республики, нарушая баланс сил на Балтике. Голландцы вмешались в 1658 году, послав флот, чтобы помешать сокрушить Данию. В ноябре того же года Англия также направила свой флот, чтобы помочь Швеции удержать зундскую пошлину вне контроля Дании и Голландии. В результате неблагоприятной зимней погоды и политических потрясений, покончивших с протекторатом Кромвеля, английская экспедиция потерпела неудачу, и, в конце концов, планы Карла X Густава были сорваны.
Карл X Густав умер в феврале 1660 года. Три месяца спустя Копенгагенский мирный договор положил конец войне. Сыну и преемнику шведского короля Карлу XI, на момент смерти отца было всего пять лет, поэтому до его совершеннолетия власть на себя взял регентский совет, возглавляемый королевой-матерью Гедвигой-Элеонорой. Швеция была близка  к контролю над торговлей на Балтике, но война выявила необходимость предотвратить формирование мощного антишведского союза, в который входила Дания. Были некоторые успехи во внешней политике, в частности антифранцузский Тройственный альянс Англии, Швеции и Голландской республики. К началу 1672 года Швеция настолько улучшила свои отношения с Францией, что смогла заключить с ней союз. В том же году король Людовик XIV напал на Голландскую республику, а в 1674 году Швеция была вынуждена присоединиться к войне, напав на северогерманских союзников Голландии. Франция пообещала выплатить Швеции крайне необходимые ей военные субсидии при условии, что та двинется на Бранденбург. Двадцатидвухтысячная шведская армия под командованием Карла-Густава Врангеля вышла в поход в декабре 1674 года, но в июне 1675 года потерпела незначительное тактическое поражение в битве пи Фербеллине. Хотя это поражение не имело большого военного значения, оно запятнало репутацию почти непобедимого шведского оружия, которой оно пользовалось со времён Тридцатилетней войны. Это воодушевило врагов Швеции, и к сентябрю 1675 года Дания, Голландия и Священная Римская империя находились в состоянии войны со Швецией и Францией.

### Состояние флота
В 1675 году шведский флот численно превосходил датский (18 линейных кораблей против 16, 21 фрегат против 11), но шведские корабли, как правило, были старше и хуже по качеству, чем корабли датского флота, в котором большая часть судов была заменена более современными военными кораблями. У шведской стороны были проблемы с текущим техническим обслуживанием, а такелаж и паруса, как правило, находились в плохом состоянии. Шведским экипажам не хватало профессионализма датских и норвежских моряков, которые часто имели опыт службы в голландском торговом флоте, а шведскому флоту не хватало ядра профессиональных офицеров, в то время как у датчан были такие опытные ветераны, как Корт Адлер и Нильс Юэль. Датский флот был усилен голландскимим подразделениями под командованием Филипа ван Альмонд и Корнелиса Тромпа, последний был опытным офицером, служившим под командованием Михаила де Рюйтера/

## Конструкция корабля
Во время первой англо-голландской войны (1652—1654 гг.) была разработана линейная тактика, при которой корабли выстраивались в непрерывную линию для залпового огня по противнику. Ранее, военно-морская тактика отдавала предпочтение огневой мощи ближнего действия и абордажу с целью захвата призов. После середины XVII века развитие артиллерийского дела привело изменению тактики морских сражений с ближнего боя, на выведение или потопление противника за счёт превосходящей огневой мощи на дальних дистанциях. Это, начиная с 1650-х годов повлекло за собой серьёзные изменения в доктрине, судостроении и профессионализме европейских военно-морских сил. В боевой линии предпочтение отдавалось большим кораблям, которые были хорошо вооружены и достаточно прочны, чтобы удерживать линию обороны перед лицом вражеского огня. Усиление концентрации и централизации власти в зарождающихся национальных государствах в конце XVII века позволило значительно расширить армию и флот, а новые правительственные верфи начали строить гораздо более крупные корабли. Швеция приступила к обширной программе судостроения в конце 1660-х годов.
В 1672 году, после спуска на воду, трёхпалубный, со 110 орудиями Крунан, был одним из самых тяжеловооружённых военных кораблей в мире. Корабль имел три полноценные батарейные палубы с орудиями от носа до кормы. Всего на корабле имелось семь отдельных уровней, разделённых шестью палубами. Ниже всего, над килем находился трюм, а непосредственно над ним, но всё же ниже ватерлинии, лежал кубрик; обе палубы в основном использовались в качестве грузовых. Над кубриком находились три артиллерийские палубы две из которых были крытыми, а примерно половина самой верхней артиллерийской палубы в середине или поясе корабля была открыта непогоде. В носовой части корабля была одна палуба, составлявшая полубак, а на корме — две палубы, включая ют.
В первой половине XVII века шведские боевые корабли строились на голландский манер, с плоским прямоугольным днищем и небольшой осадкой. Этот стиль судостроения был адаптирован в основном для небольших кораблей, ходивших в мелких прибрежных водах Нидерландов и позволял быстро  их строить, но эти менее прочные суда, как правило, были малопригодными в качестве военных кораблей и несколько неустойчивыми в бурном море. Когда был создан Крунан, преобладание получил английский подход к кораблетроительству, согласно которому, корпус корабля получал более округлое дно и большую осадку и повышенную устойчивость. Корма стала более обтекаемой ниже ватерлинии, что уменьшало сопротивление.
Размеры Крунана были зафиксированы в записях военно-морского флота. Его длина от форштевня до ахтерштевня составляла 53 м; это было значительно короче, чем если бы были включены бушприт и носовая часть. Ширина была 12,9 м. и определялась как самая широкая точка между шпангоутами, исключая обшивку. Осадка варьировалась в зависимости от того, насколько сильно корабль был загружен, но с полным грузом, боеприпасами и вооружением она составляла бы около 6,2—6,8 м. Высота корабля от киля до верхушки самой высокой мачты никогда не регистрировалась, но музей округа Кальмар оценил её как минимум в 66 метров.
Водоизмещение Крунана точно неизвестно, поскольку нет точных записей о его размерах. Используя современные документы, описывающие приблизительные измерения, можно оценить его в 2300 тонн. По своему водоизмещению в отношении к количеству и весу орудий Крунан был перегружен, хотя это было не редкостью для той эпохи. До 1650-х годов европейские корабелы не строили трёхпалубных судов в больших масштабах; к 1660-м годам конструкции всё ещё были довольно экспериментальными. Современные записи показывают, что английские и французские трёхпалубные корабли были довольно неустойчивыми, поскольку были построены высокими, узкими и имели слишком большое количество артиллерии. Некоторые английские корабли для улучшения их мореходных качеств пришлось укрепить по ватерлинии «поясом» из наращенных досок{{efn|. В бурном море эти корабли могли быть вынуждены закрывать нижний ряд артиллерийских портов, лишаясь тем самым возможности использования самых тяжёлых и эффективных орудий. В этих ситуациях они были просто переоценёнными двухпалубными судами. Конструкция Крунана не была изначально ошибочной: корабль выдержал суровые погодные условия в 1675 году и снова, всего за неделю до крушения, но он мог быть опасен при неумелом обращении. Позже, в XVIII веке корабли с таким же весом орудий имели больший тоннаж, обычно 3000—5000 тонн, что делало их более устойчивыми. Когда Кронан был построен, он был третьим или четвёртым по величине кораблём в мире, но по мере того, как тенденция смещалась к созданию всё более крупных судов, его превзошли другие военные корабли. На момент своего крушения Крунан был на седьмом месте.

### Вооружение
По официальному плану вооружения Крунан должен был быть оснащён 124—126 орудиями; 34—36 орудий на каждой из артиллерийских палуб и ещё 18 распределённых между полубаком и ютом. Орудия классифицировались по весу пушечных ядер, которыми они стреляли, от 3 до 36 фунтовых (1,3—15,3 кг). Сами пушки весили от нескольких сотен килограммов, до четырёх тонн, причём самые тяжёлые располагались в середине самой нижней орудийной палубы, а более лёгкие — на верхних палубах. Самым смертоносным оружием Крунана были 30- и 36-фунтовые орудия на нижней палубе, дальность действия и огневая мощь которых превосходили вооружение почти любого другого военного корабля. Орудия легче 18-фунтовых в первую очередь предназначались для поражения экипажа и такелажа противника а не корпуса.
Согласно современным исследованиям, фактическое количество орудий было значительно меньше официального плана вооружения. В то время планы вооружения регулярно завышали количество имеющихся орудий, выражая, на самом деле, идеальную оценку, редко отражавшую реальные условия, либо из-за отсутствия боеприпасов, либо из-за того, что они были невыполнимыми на практике. Тяжёлые 30-и 36-фунтовые орудия было тяжело найти в достаточном количестве, и вместо них часто использовались более лёгкие орудия. Судя по количеству орудий, поднятых с Крунана в 1680-х, и во время раскопок 1980-х годов, их общее количество составляет 105—110. Верхняя цифра соответствует расчётам количества орудийных портов и количества орудий, которые практически могли поместиться на орудийных палубах. Нижняя цифра представляет собой количество орудий, найденных при раскопках 1980-х годов, в сочетании со списком орудий, поднятых во время спасательных работ в 1680-х годах. В таблице ниже указано количество орудий, в сравнении официального плана вооружения с расчётами военно-морского историка Яна Глете.
|                          | План вооружения 1671 года                                                             | Реальное вооружение |
| ------------------------ | ------------------------------------------------------------------------------------- | --- |
| Нижняя орудийная палуба  | 12 36-фунтовых орудий 16 30-фунтовых орудий 4 24-фунтовых орудия 2 18-фунтовых орудия | 8 36-фунтовых орудий 8 30-фунтовых орудий 10 24-фунтовых орудий 4 длинных 24-фунтовых кормовых охотника                                            |
| Средняя орудийная палуба | 36 24-фунтовых орудий                                                                 | 4 тяжёлых 24-фунтовых орудия 16 лёгких 24-фунтовых орудий 6 тяжёлых 12-фунтовых орудий 4 длинных 12-фунтовых кормовых охотника 2 8-фунтовых орудия |
| Верхняя орудийная палуба | 36 лёгких 12-фунтовых орудий                                                          | 10 тяжёлых 12-фунтовых орудий 10 лёгких 12-фунтовых орудий 2 10-фунтовых орудия 2 8-фунтовых орудия 2 тяжёлых 6-фунтовых орудия                    |
| Полубак и ют             | 20 6-фунтовых орудий                                                                  | 16 6-фунтовых орудий 6 3-фунтовых орудий |

Было доступно несколько видов боеприпасов, каждый использовался для разных целей: круглые (пушечные ядра) — против корпуса корабля, цепные ядра — против мачт и такелажа и картечное ядро (деревянные цилиндры, наполеные металлическими шарами или осколками), уничтожавшие плотные группы людей. Для абордажа Крунан был оснащён 130 мушкетами и 80 фитильными или кремнёвыми пистолетами. Для ближнего боя имелись 250 пик, 200 абордажных топоров и 180 мечей. При раскопках были обнаружены крупнокалиберные ружья —хакебоссоры, похожие на мушкетоны; они были оснащены небольшими защёлками под стволами, позволявшими цеплять их за перила для поглощения отдачи при выстреле. Одна хакебосса была всё ещё оснащена небольшой емкостью с 20 свинцовыми шариками, предназначеных для стрельбы в сторону вражеских палуб во время абордажа.

### Украшения
Дорогие и тщательно продуманные украшения были важной частью внешнего вида корабля в 1660-е годы, хотя с начала XVII века они были упрощены. Считалось, что такие украшения повышают авторитет абсолютного монарха и делают корабль символом воинской доблести и королевской власти. Изображения украшений Крунана, относящиеся к тому времени отсутствуют, но согласно общепринятой практике, они были наиболее обильными на транце. Существуют два изображения кормы Крунана, созданные датскими художниками. Обе работы были заказаны через много лет после кораблекрушения, в ознаменование победы Дании. На картине Клауса Мёйнихена 1686 года, во дворце Фредериксборг изображена фрамуга с двумя стоящими на задних лапах львами, держащими огромную королевскую корону. Фон синий со скульптурами и орнаментами из золота. Шведский историк искусства Ханс Сооп, ранее изучавший скульптуры Вазы, корабля военно-морского флота Густава II Адольфа, затонувшего всего через 20 минут после начала своего первого плавания в Стокгольме в 1628 году, предположил, что Мёйнихен мог намеренно преувеличить размеры корабля, чтобы усилить датскую победу. На гобелене в замке Розенборг Крунан изображён в виде двухпалубного корабля с изображением короны, выглядит даже больше, чем на картине Мёйнихена.
- Галерея правого борта Крунана, рисунок Френсиса Шелдона (1660)
- Транец Крунана, рисунок Френсиса Шелдона (1660)
- Носовая часть Крунана, рисунок Френсиса Шелдона (1660)

Археологам не удалось поднять достаточное количество скульптур Крунана, для детальной реконструкции орнамента. По словам Соопа, маскароны и путти, поднятые в 2007 году демонстрируют высокое художественное качество. Большое скульптурное изображение воина, найденное в 1987 году, является образцом высокого качества исполнения, возможно, даже символическим портретом короля Карла XI. Но поскольку ничего неизвестно об окружающем орнаменте и других скульптурах, этот вывод остаётся спекулятивным.

## Строительство корабля
В начале 1660-х годов была начата строительная программа для увеличения флота и замены старых крупных кораблей. Новый флагман был необходим для замены старого Крунана 1632 года. Заготовка огромного количества древесины, необходимой для постройки нового адмиральского корабля, началась уже зимой 1654—55 годов. Шведский историк Курт Лундгрен подсчитал, что для корпуса судна требовалось 7—10 гектаров столетнего дубового леса и несколько высоких и крепких сосен для мачт и бушприта.
Строительство Крунана началось в октябре 1665 года, а спуск на воду произошёл 31 июля 1668 года. Корабел Крунана Фрэнсис Шелдон часто конфликтовал с адмиралтейством из-за проекта. Администрация военно-морского флота жаловалась, что он неоправданно задерживает исполнение проекта и тратит слишком много времени на свои личные деловые предприятия. Самым тяжёлым обвинением было то, что Шелдон тратит время на экспорт прибыльной мачтовой древесины в свою родную Англию. Шелдон, в свою очередь, жаловался на постоянные задержки со стороны военно-морского флота и отсутствие необходимых средств для завершения проекта. При спуске корабля на воду стапель оказался слишком мал, и задняя часть киля отломилась. Адмиралтейство потребовало объяснений, но Шелдон ответил, что повреждение легко исправить, а проблема в том, что древесина слишком долго сохнет. Конфликт между Адмиралтейством и Шелдоном затянулся на несколько лет и вызывал постоянные задержки. Скульптуры были закончены в 1669 году, но изготовление оснастки, снастей и пушек растянулись ещё на три года, до 1672. В первое плавание корабль вышел во время празднования вступления Карла XI на престол в декабре 1672 года.

## Экипаж
Как один из крупнейших кораблей своего времени Крунан имел значительный экипаж. Когда корабль затонул, на его борту было 850 человек — 500 матросов и 350 солдат. Историки занимавшиеся раскопками на месте кораблекрушения, сравнили корабль со средним шведским городом конца XVII века, назвав его «обществом в миниатюре». На борту находились представители мужского пола как низшего, так и высшего сословий (женщины допускались на военные суда только в пределах Стокгольмского архипелага, не доходя до открытого моря они должны были сойти на берег). Как плавучее сообщество Крунан отражал современные ему социальные стандарты военной и гражданской жизни, двух сфер, которые не были строго разделены в XVII веке.
Весь экипаж был одет в гражданскую одежду, общей морской формы не было. Шведская армия лишь недавно ввела стандартизированную униформу, что всё ещё было редкостью в большей части Европы. Одежда была дифференцирована в зависимости от социального положения: офицеры из знати были одеты в элегантную и дорогую одежду, а простые матросы — как рабочие. Единственным исключением были солдаты Вестерботтенского пехотного полка, которые к 1670-м годам были экипированы первой «каролингской» сине-белой униформой. Экипажам кораблей иногда выделяли одежду или ткань для подготовки «матросской одежды» (båtmansklädning), отличавшейся от обычной одежды населения в целом. У офицеров имелись наборы красивой одежды, для ношения на борту корабля, но неизвестно, использовались ли они на регулярной основе. Вероятно офицеры имели комплект одежды, отличавшейся от повседневных роскошных костюмов знати, из простых, прочных и удобных тканей, более практичных на море.
Набор экипажа осуществлялся путём принудительных наборов, в рамках более ранней формы так называемой системы индельты. Моряков и артиллеристов поставляли båtsmanshåll (буквально «морские хозяйства»), небольшие административные единицы в прибрежных районах, которым было получено снабжать флот одним взрослым мужчиной для службы на море. Солдаты на борту были набраны из расположенных во внутренних районах страны армейских аналогов подобных административных единиц: knekthåll или rotehåll («солдатское» или «домашнее хозяйство»). Офицеры происходили в основном из знати и верхушки среднего класса и получали жалование через надельную систему или доход от поместий, предназначенных для этой цели. Высокопоставленные офицеры, скорее всего взяли на борт своих слуг. Ценная куртка из ярко-красного сукна, которую носил один из утонувших на корабле, могла принадлежать такому слуге.

## В составе флота

### Экспедиция 1675 г.
В июне 1675 года, после поражения шведов в сражении при Фербеллине флот должен был перевезти войска для пополнения армии в шведской Померании. Возможности для этого имелись, поскольку флот был оснащён несколькими большими, хорошо вооружёнными кораблями: Svärdet («Меч») в 1800 тонн, Äpplet (" Сфера ") и Nyckeln («Ключ»), оба в 1400 тонн и огромный Крунан. Всего насчитывалось 28 больших и средних боевых кораблей и почти столько же судов меньшего размера. Однако отсутствовала организация снабжения, было мало опытных высокопоставленных офицеров, внутренне сотрудничество было плохим. Датские современники пренебрежительно описывали экипажи шведских военных кораблей как простых «батраков, погружённых в солёную воду».
С Крунаном в качестве флагмана, флот вышел в море под командованием адмирала королевства (риксадмирала) Густава Отто Стенбока, но не продвинулся дальше Стура-Карлсё близ Готланда. Погода была необычайно холодной и бурной, отапливать корабли не было возможности. Экипаж был плохо одет, и вскоре многие матросы заболели. Припасы истощились, и после того, как Крунан менее чем через две недели нахождения в море потерял якорь, Стенбок решил вернуться на якорную стоянку в Даларё к юго-востоку от Стокгольма. Разгневанный Карл XI возложил на Стенбока личную ответственность за неудавшуюся экспедицию, заставив его выплатить более 100 000 далеров из собственных средств. Позже король реабилитировал Стенбока, дав ему назначение в армию, но в начале 1676 года заменил его Лоренцом Крёйцем, видным чиновником казначейства. Военно-морской историк Ян Глете объясняет, что этот шаг был «необходим во время кризиса» из-за административных навыков и связей Крёйца в казначействе, но у него не было опыта командования флотом, что позже оказалось решающим.

### Неудачная зимняя экспедиция
Поскольку зимой 1675—1676 годов положение шведской армии в Померании ухудшилось, флоту с Крунаном в качестве флагмана снова было приказано выйти в море в отчаянной попытке помочь находящейся в тяжёлом положении шведской сухопутной армии. Погода была необычайно холодной, и большая часть Балтийского моря была покрыта льдом. Когда 23 января, флот под командованием опытного морского офицера Класа Уггла достиг Даларё, он был заблокирован льдом. Тайный советник Эрик Линдшельд был назначен королём для помощи экспедиции, и ему пришла идея для выхода в открытое море вырезать флот изо льда. Сотням местных крестьян было приказан проделывать пилами и кирками узкий проход во льду к якорной стоянке в Эльвснаббене, расположенном на расстоянии 20 км. Через три недели, по прибытии в порт, выяснилось, что большая часть моря за пределами внутренних шхер также замёрзла. На корабли обрушился шторм, и последовавшее движение льда раздавило корпус судна снабжения Leoparden, потопив его. Датским силам удалось выйти в открытые воды и наблюдать за обездвиженными шведскими кораблями издалека. Когда температура упала ещё больше, Линдшельд отказался от дальнейших безнадёжных попыток вывести флот в открытое море.

### 1676 год
В начале марта 1676 года датский флот из 20 кораблей под командованием адмирала Нильса Юэля покинул Копенгаген. 29 апреля он высадил десант на Готланде, который вскоре сдался. Шведскому флоту было приказано выйти в море 4 мая, но он столкнулся с неблагоприятным ветром и задержался до 19 мая. Юэль к тому времени покинул главный порт Готланда Висбю, и направился в Борнхольм, чтобы вместе с небольшой датско-голландской эскадрой курсировать между Сканией и островом Рюген, пытаясь предотвратить попадание шведского морского подкрепления в Померанию. 25—26 мая два флота встретились в Ясмундском сражении. Несмотря на значительно преимущество шведов в кораблях, людях и орудиях, они не смогли нанести никаких потерь союзным силам и потеряли брандер и два второстепенных корабля. Битва выявила отсутствие слаженности и организованности в рядах шведов, что испортило отношения между Крёйцем и его офицерами.
После неудачной операции шведский флот бросил якорь у Треллеборга, где его ожидал король с новым приказом отбить Готланд. Флот должен был избегать боя с союзниками, по крайней мере, до тех пор, пока они не достигнут северной оконечности Эланда, где они могут сражаться в дружественных водах. Шведский флот покинул Треллеборг 30 мая. Вскоре они были перехвачены союзным флотом, начавшим преследование. К этому времени союзники были усилены ещё одной малой эскадрой и насчитывали 42 корабля, из них 25 больших и средних линейных кораблей. С подкреплением прибыл новый командующий, голландский генерал-адмирал Корнелиса Тромпа, один из самых известных военно-морских тактиков своего времени. Два флота направились на север и 1 июня во время сильного шторма прошли южную оконечность Эланда. Шведские корабли из-за сильного ветра теряли мачты и рангоут, а также с большим трудом держали боевой порядок. Шведский флот попытался опередить корабли Тромпа, чтобы пробравшись между союзниками и берегом занять выгодную тактическую позицию. Голландским кораблям союзного флота удалось пройти крутым бейдевиндом быстрее, чем остальным силам, и они проскользнули между шведами и побережьем. Позднее, тем же утром два флота приблизились друг к другу и вскоре оказались в пределах досягаемости.

### Гибель корабля
Около полудня, на некотором расстоянии к северо-востоку от Хюлтерстада шведский флот совершил то, что военный историк Ингвар Сьёблом называет «широко обсуждаемым манёвром». Из-за недопонимания и плохой скоординированности подачи сигналов шведский флот попытался развернуться и вступить в бой с союзным флотом до того, как они проплыли мимо северной оконечности Эланда, как было согласовано перед битвой. Известно, что крутые повороты в ненастную погоду опасны, особенно для кораблей, у которых есть слабые места в остойчивости. Крунан повернул влево, но со слишком большим количеством парусов, и так сильно накренился, что в открытые артиллерийские порты начало захлёстывать воду. Экипаж не смог выровнять корабль, и тот полностью перевернулся наборт. Вскоре после этого крюйт-камера, находившаяся в носовой части корабля, по неизвестным причинам загорелась и взорвалась, повредив большую часть правого борта перед грот-мачтой. Оторванный нос корабля пошёл ко дну, а оставшаяся часть стала кормой вверх, и потом затонула левым бортом книзу. Когда обломки корабля упали на морское дно, корпус получил большую трещину вдоль борта.
Во время стремительного затопления корабля значительная часть экипажа получила серьёзные травмы, о чём свидетельствует остеологический анализ костных останков. На многих скелетах были следы обширных травм на черепах, позвонках, рёбрах и конечностях. Около 10 % всех плечевых костей и почти 20 % бедренных костей имеют признаки травм нанесённых острыми предметами, и во многих случаях имеют место повторяющиеся удары, направленные в одну и ту же область. Существуют две основные теории о причине травм. Остелог Эбба Дюринг предположил, что дисциплина и социальная сплочённость во время кораблекрушения исчезли, а экипаж, чтобы покинуть тонущий корабль прибегнул «ко всем имеющимся в их распоряжении средствам, как физическим, так и психологическим». Эту версию разделяет историк Ингвар Сьоблом. Историк медицины Катарина Вилльнер в свою очередь предположила, что травмы могли быть получены из-за условий самого затопления, при котором могли сместиться тяжёлое оборудование и пушки.
Потеря флагманского корабля привела шведские силы в беспорядок, и вскоре Svärdet, занявший место флагмана был окружён и после продолжительной артиллерийской дуэли подожжён голландским брандером. Только 50 из 650 человек экипажа смогли спастись, среди погибших был исполняющий обязанности адмирала Клас Уггла. Потеряв двух своих высокопоставленных командиров и два самых больших корабля, шведский флот в беспорядке отступил. Впоследствии Solen сел на мель, Järnvågen, Neptunus и три судна меньшего размера были захвачены, также, впоследствии затонул корабль Äpplet.

### Последствия
По словам артиллерийского офицера Андерса Гилленспака, во время кораблекрушения выжило только 40 человек, включая его самого: майор Йохан Клерк, 2 трубача, 14 матросов и 22 солдата, то есть погибло более 800 человек. Среди них было полдюжины морских и армейских офицеров, а также главный врач адмиралтейства и флотский аптекарь. В общей сложности, после кораблекрушения Крунана и Свардета погибло около 1400 человек, а в течение нескольких дней после битвы сотни трупов были выброшены на восточное побережье Эланда. По словам викария прихода Лонглет, на берегу было подобрано 183 тела, похороненных на кладбищах Хюльтерстад и Стеноса. Тело Лоренца Крёйца было опознано и отправлено в его поместье Сарвлакс, близ города Ловииса, Финляндия, где и было похоронено. Потери усугубляло ещё и то, что Крунан, будучи флагманом, был укомплектован лучшими матросами и артиллеристами флота. Затонувшие Крунан и Свардет унесли с собой на дно все имевшиеся на флоте 30- и 36-фунтовые орудия. Вместе с кораблями затонули бронзовые орудия, общей массой более 300 тонн, стоимостью около 250 000 серебряных риксдалеров, что несколько превышало стоимость самих кораблей.
В течение недели известие о неудаче при Ясунде и катастрофе при Эланде дошло до короля Карла XI, приказавшего немедленно создать комиссию для расследования происшествия. Король желал знать, виновны ли Бэр и другие офицеры в трусости или некомпетентности. 13 июня он написал, что 

«некоторые из наших морских офицеров продемонстрировали такое трусливое и небрежное поведение, [что они] поставили безопасность, благополучие и оборону королевства в большую опасность» и что «такое большое преступление должно быть сурово наказано»Оригинальный текст (швед.)«en del av våra sjöofficerare sig så lachement förhållit [att de] riksens säkerhet, välfärd och försvar … ställt uti den högsta hazard» «ett så stort crimen strängeligen bör straffas»
 Комиссия начала свою работу 7 июня 1676 г. и закончила в октябре 1677 г., не вынося приговоров. Адмирал Йохан Бэр с Нюкельна и лейтенант-адмирал Кирстер Бойе с Эпплета больше никогда не получали командования флотом. Один из обвиняемых, Ганс Клерк с Солена, был произведён королём в адмиралы ещё до того, как комиссия предоставила свои выводы.

## Причины кораблекрушения
Неправильное управление кораблём в ненастную погоду было наиболее очевидной причиной гибели Крунана. В отличие от Вазы, мореходные качества Крунана не имели существенных недостатков, и он несколько лет прослужил в бурном море. Во время работы комиссии артиллерийский офицер Андерс Гилленспак проводил прямые сравнения с Вазой, он свидетельствовал, что балласт Крунана в начале похода был облегчён в Даларё и что на корабле не был пополнен запас питьевой воды, так что корабль имел меньшую осадку, и был менее остойчивым, чем в случае наличия полного груза, хотя он не винил в этом Крёйца.
Почему шведский флот отошёл от первоначального плана сражения, так и не было удовлетворительно объяснено. По словам Розенберга и Гилленпака, Крёйц повернул, потому что Уггл подал сигнал о своём намерении сделать поворот. Розенберг также полагал, что адмирал первой эскадры Бэр, находившийся на Нюкельне повернул первым, и что Уггл посчитал необходимым сделать этот незапланированный манёвр, чтобы сохранить строй флота. Офицеры Андерс Хомман и Улоф Норман, выжившие на Свардете утверждали, что только Крёйц, как командующий флотом мог принять такое решение и Уггл только следовал его примеру. Свидетели, давшие показания комиссии, утверждали, что причиной того, что не были приняты необходимые меры предосторожности, был конфликт между офицерами. Розенберг показал, что лейтенант-адмирал Арвид Бьёрнрам и майор Клас Анкарфьялл открыто расходились во мнениях относительно того, сколько парусов следует поставить и как близко к берегу должен плыть корабль. По словам Гилленпака, старший рулевой флота Пер Габриэльссон выразил опасения по поводу разворота в ненастную погоду, однако никто не прислушался к его совету.
Некоторые учёные и авторы исследований прямо обвиняют Крёйца в гибели его корабля, и критикуют его как некомпетентного моряка и офицера, из-за отсутствия мореходного опыта ставшего причиной кораблекрушения. Историк Гуннар Грандин предположил, что цель манёвра заключалась в том, чтобы воспользоваться беспорядком в датско-голландском флоте, но многие офицеры Крунана выступили против этой идеи; Крёйц и Бьёрнрам призвали быстро развернуть корабль, чтобы получить тактическое преимущество, в то время как Анкарфьялль и Габриэльссон были обеспокоены безопасностью корабля. Грандин также предположил, что у Крёйца мог быть психический срыв, после неудачи в Ясмундском сражении и открытого спора с его офицерами, который в итоге и привёл к опрометчивому и в конечном итоге фатальному решению.
Более поздние мнения представляют вопрос об ответственности как более тонкий и сложный, предполагая, что Крёйца нельзя называть единственным виновником кораблекрушения. Историки Ингвар Сьёблом и Ларс Эрикссон отметили, что положение Крёйца как адмирала было сопоставимо с положением премьер-министра. Он был в первую очередь администратором, без необходимости знания практических деталей; разворот корабля в ненастную погоду был обязанностью его подчинённых. Сьёблом подчеркнул, что разногласия между майором Анкарфьяллем и лейтенант-адмиралом Бьёрнрамом по поводу того, сколько парусов необходимо поднять, тратят драгоценное время в ситуации, когда решающее значение имеют быстрые решения. Крёйц также был уникален как верховный главнокомандующий военно-морским флотом, поскольку у него не было опыта в военных вопросах. Шведскому военно-морскому офицерскому корпусу в конце XVII века не хватало престижа командующих армией, а опытные офицеры и даже адмиралы могли уступать по званию неопытным гражданским лицам или армейским офицерам, практически не имевшим военно-морского образования. Морской археолог Ларс Эйнарссон предположил, что «холерический и своевольный темперамент» Крёйца, вероятно, сыграл свою роль, но в равной степени в кораблекрушении можно было обвинить неподготовленную и неопытную команду, и открытые разногласия между офицерами. По словам Сьёблома, историкам до сих пор неясно, был ли на Крунане назначен капитан корабля, несший общую ответственность.

## После кораблекрушения
Общая стоимость Крунана оценивалась в 320 000 серебряных риксдалеров, в деньгах того времени, и около половины стоимости 166 000 риксдалеров приходилось на вооружение, поэтому в интересах шведского флота нужно было спасти как можно больше пушек. Командор Пауль Румпф и адмирал Ханс Вахтмейстер были назначены ответственными за подъём пушек Крунана. В летние месяцы 1679—1686 годов, сразу после окончания войны с Данией, они с помощью водолазных колоколов смогли поднять 60 пушек стоимостью 67 000 риксдалеров. В 1960-х годах эксперт по дайвингу Бо Кассель совершил несколько успешных погружений на Вазу с водолазным колоколом, изготовленным в соответствии с технологиями XVII века. В 1986 году на Крунане были проведены дальнейшие эксперименты. Испытания были успешными, и был сделан вывод, что проведённая в 17-м веке операция по подъёму пушек должна была потребовать значительного опыта, навыков и благоприятных погодных условий. Хотя погодные условия у берегов Эланда были тяжёлыми и непредсказуемыми, вода — холодной, а сама операция требовала наличия многочисленного персонала, проведённая операция была очень прибыльной. Историк Бьерн Аксель Йоханссон подсчитал, что за все восемь сезонов, расходы по подъёму орудий составили менее 2000 риксдалеров, что соответствует стоимости одной из 36-фунтовых пушек Крунана

### Повторное открытие места кораблекрушения
Морской инженер и историк-любитель Андер Франзен с 1940-х годов искал в Балийском море старые шведские затонувшие корабли и прославился на всю страну после того, как в 1956 году обнаружил Вазу. Крунан был одним из самых известных объектов в составленном им списке потенциальных мест кораблекрушений. Почти 30 лет Франзен и его помощники искали в архивах необходимую информацию, и исследовали морское дно у восточного побережья острова Эланд. В 1950-х и 1960-х годах команда проводила поиски у Хюльерстада с использованием драги и последующим гидролокационным сканированием. В 1971 году были обнаружены доски, как считается, принадлежавшие Крунану, но в то время не смогли точно определить место находки. Позже, в 1970-х годах область поиска была сужена с помощью гидролокатора бокового обзора и магнитометра, прибора обнаруживающего присутствие железа. С помощью этих двух инструментов, поисковая команда определила вероятное местонахождение затонувшего корабля, и в начале августа 1980 года использовала подводные камеры, чтобы сделать первые снимки Крунана.

## Археологические исследования
Обломки «Крунана» лежат на глубине 26 м, в 6 км к востоку от Хюльтерстада, у восточного побережья Эланда. С момента его повторного обнаружения в 1980 году, на месте крушения ежегодно с июня по август проводились водолазные экспедиции. По меркам Балтийского моря условия в месте кораблекрушения хороши для подводных археологических работ; место крушения находится вдали от обычных судоходный путей, и на него не повлияло ни загрязнение с суши ни чрезмерный рост морской растительности. Видимость, особенно в начале лета, хорошая, до 20 м. Морское дно состоит в основном из неплодородного песка, который отражает большую часть света, падающего с поверхности, что облегчает съёмку и документирование участка с помощью подводных камер. К настоящему времени на карту нанесено около 85 % места кораблекрушения, и «Крунан» стал одним из самых обширных и широко разрекламированных подводных археологических проектов в Балтийском море.

### Находки
Со дна было поднято и каталогизировано более 30 000 артефактов, начиная с бронзовых пушек, и заканчивая яичной скорлупой. Было сделано несколько важных археологических открытий, некоторые из них имеют уникальную историческую и археологическую ценность. Одной из первых находок стал небольшой секретер с девятью ящиками, в которых хранились навигационные приборы, инструменты для чистки трубок, столовые и письменные принадлежности, скорее всего принадлежавшие одному их офицеров. Будучи флагманом, «Крунан» перевозил большое количество наличности в виде серебряных монет. Помимо выплаты жалования экипажу, требовались крупные суммы на непредвиденные расходы. В 1982 году была найдена коллекция из 255 золотых монет, большей часть дукатов. Отдельные монеты были отчеканены в таких городах как Каир, Ревель (современный Таллин) и Севилья. Ещё 46 дукатов были обнаружены в 2000 году. Эта коллекция монет, вероятно, является крупнейшим золотым кладом, найденным в Швеции, хотя этой суммы оказалось недостаточно для покрытия больших расходов, что привело к предположению, что монеты были личной собственностью адмирала Лоренца Крёйца. В 1989 году в обломках кубрика было найдено более 900 серебряных монет, что на тот момент было самым большой находкой серебряных монет, когда-либо обнаруженной в Швеции. В 2005 году был обнаружен клад гораздо большего размера, насчитывавший около 6200 монет, а в 2006 году — ещё один, насчитывавший более 7000 монет. Серебряный клад 2005 года почти полностью состоял из монет в 4 эре, отчеканенных в 1675 году, что составляет более 1 % всего производства монет в 4 эре того года.
Было найдено несколько музыкальных инструментов, в том числе труба, три скрипки и виола да гамба, все они являются дорогими предметами, вероятно, принадлежавшими либо офицерам, либо трубачам. Один из трубачей, находившийся на борту, был членом оркестра адмирала, и предполагается, что ему принадлежал один из особенно прекрасных инструментов немецкого производства. Ещё один объект из личных запасов офицеров был обнаружен в 1997 году и состоял из плетёной корзины, наполненной табаком и дорогими импортными продуктами питания и специями, включая имбирь, сливы, виноград и корицу.
Примерно семь процентов находок составляют ткани. Большая часть одежды, особенно костюмы офицеров и их личных слуг, хорошо сохранилась, что даёт важную информацию о производстве одежды в конце XVII века, что в противном случае было бы трудно исследовать, основываясь только на изображениях.